# Катуар, Александр Андреевич
Александр Андреевич Катуар де Бионкур (1863, Москва — 1913, Баден-Баден) — общественный деятель, благотворитель; двоюродный брат композитора Георгия Львовича Катуара.

## Биография
Родился в Москве 25 апреля 1863 года[по какому календарю?] Происходил из рода Катуаров (Catoire de Bioncourt), имевшего французское происхождение. Его отец Андрей Иванович Катуар (1829—1887) был крупным землевладельцем; мать — Мария-Софи Александровна, урожденная Демонси.
В 1883 году стал одним из учредителей Русского гимнастического общества.
Окончил историко-филологический факультет Московского университета. После смерти отца унаследовал состояние в 1,2 млн рублей. В 1891 году он добился возведения в российское потомственное дворянство под именем «Катуар де Бионкур», после чего женился на французской аристократке Жилонне-Анриетте д’Аркур (фр. Gilonne Henriette Marie d'Harcourt; 1867—1952).
А. А. Катуар был предводителем уездного дворянства в Нижнем Новгороде, почётным мировым судьей Бронницкого (с 1888) и Звенигородского (с 1889) уездов, гласным Звенигородского уездного земского собрания. В 1899 году в Перхушковской волости Звенигородского уезда за ним числилось свыше тысячи десятин земли. Он состоял членом многих благотворительных обществ, был попечителем Елизаветинского приюта и Нижегородского дворянского института, состоял синдиком католической церкви Святого Людовика. В 1900—1910 годах он был действительным членом-благотворителем Московского художественного общества. А. А. Катуар инициировал издание в 1901 году первого в России факсимильного воспроизведения двух рукописей А. С. Пушкина: «Русалки» и «Скупого рыцаря». Им была написана книга «История пулевой стрельбы в Западной Европе, Америке и России».
А. А. Катуар был заядлым охотником, увлекался спортивной стрельбой, участвовал во многих состязаниях; был действительным (с 1892 года) и почётным (с 1895 года) членом Московского общества охоты имени императора Александра II. В 1909 году он подарил Историческому музею свою коллекцию оружия: охотничьи ружья (232 экз.), военное оружие (67 экз.), пистолеты(192 экз.) и много образцов холодного оружия, а также русские военные приборы значки, бляхи и проч. Кроме этого, в музей были переданы библиотека книжных раритетов и собрание гравюр, которые он начал собирать ещё до увлечения коллекционированием оружия. Одновременно было пожертвовано 10 тысяч рублей на обустройство помещения, предназначенного для размещения коллекции.
По ходатайству Святейшего Синода 1 января 1903 года он был награждён орденом Св. Анны 2-й степени «за особые заслуги по ведомству Православного исповедания, за обновление и украшение Мироваренной палаты в Московском кремле».
Живя в Европе, А. А. Катуар продолжал следить за аукционными продажами коллекций оружия; осуществлял пополнение коллекции музея: 13 сентября 1913 года князь Н. С. Щербатов благодарил Катуар де Бионкура за присланные в дар музею новые экспонаты, а 17 сентября 1913 года, в Париже, Александр Катуар де Бионкур скончался.